# 尖瓣木蓝
尖瓣木蓝（学名：Indigofera acutipetala）为豆科木蓝属下的一个种。

## 扩展阅读
- 維基物種上的相關：尖瓣木蓝